# Janet Fraiser
Janet Fraiser è un personaggio fittizio dell'universo di Stargate SG-1 ed è interpretata dall'attrice Teryl Rothery.
Il Dr.Fraiser ricopre il ruolo di capo ufficiale medico al Comando Stargate e rimane parte del cast regolare di Stargate SG-1 dalla prima alla settima stagione.

## Trama
Janet Fraiser è divorziata e non ha avuto figli, perciò fu subito entusiasta all'idea di adottare Cassandra, una bambina umana del pianeta P8X-987, ultima sopravvissuta del suo villaggio e vittima degli esperimenti del Signore del Sistema Nirrti.
Entrata a far parte del Comando Stargate con il ruolo di Capitano, nella terza stagione viene promossa Maggiore. È una grande amica di Samantha Carter

## Prima stagione
Janet fa la sua prima apparizione nell'episodio 1.04 (Il cervello i Broca) come CMO della Montagna Cheyenne. Nell'episodio il Cavallo di Troia adotta Cassandra, una bambina proveniente da un altro pianeta.

## Seconda stagione
Nella seconda stagione aiuta il Maggiore Carter a superare il periodo trascorso con Jolinar di Malkshur e continua il suo ruolo da medico, aiutando più volte l'SG1.

## Terza stagione
Con la terza stagione Fraiser diventa una buona amica di Sam, tanto da chiederle dei sentimenti che Carter prova per O'Neill. Instaura inoltre un buon rapporto con tutta l'SG1.

## Quarta stagione
Nella quarta stagione è testimone, insieme a Teal'c, della confessione zat'ark di Sam e Jack. In episodio in cui si narra un possibile futuro per la Terra vediamo Janet ancora una volta nei panni di medico.

## Quinta stagione
La quinta stagione ci mostra una Janet diversa: nel secondo episodio preannuncia a Carter che si dimitterà se Teal'c morirà, in quanto le era stato impedito di aiutarlo ("Io sono un medico, è assolutamente contro ogni mio principio stare qui a guardare senza fare niente."). Nell'episodio 5.06, Rito di Passaggio, Cassandra, la figlia, si ammala e per poco non muore.
Verso la fine della stagione soffre, come tutti, per la morte di Daniel.

## Sesta stagione
Nella sesta stagione, Fraiser parte insieme all'SG1 per l'Antartide, incontrando Ayiana. Rimane infettata dal virus che la donna porta con sé.
In seguito continua a svolgere la sua normale attività di medico.

## Settima stagione
Nel doppio episodio "Eroi" alcune truppe ingaggiano battaglia su un pianeta alieno contro delle truppe Jaffa: Janet deve recarsi sul pianeta per occuparsi dei feriti e proprio mentre cerca di salvare la vita ad un soldato, l'aviere Simon Wells, muore colpita dal fuoco nemico. Il giovane soldato, che si salverà grazie al tempestivo intervento della dottoressa, chiamerà sua figlia Janet, per onorare la sua memoria.
Tuttavia i membri della SG-1 avranno l'occasione per darle un ultimo addio: infatti nell'episodio "Universi paralleli", in cui diverse squadre SG-1 provenienti da diversi universi paralleli raggiungono la nostra realtà, anche Fraiser fa parte di una di queste squadre. Così Teal'c, Samantha Carter e soprattutto Daniel potranno salutare a dovere colei con cui hanno condiviso tante avventure ed emozioni.